# Marie-Thérèse Jouveau
Pour les articles homonymes, voir Jouveau.
Marie-Thérèse Jouveau, née Marie-Thérèse Danielle Augustine Gautier, le 16 novembre 1921  à Charleval (Bouches-du-Rhône) et morte le 1er novembre 2005 à Marseille 15e, est une assistante sociale, écrivaine, Majorale du Félibrige (cigale d'Irlande, en 1993), vice-présidente des amis d'Alphonse Daudet. Elle est l'épouse de René Jouveau.

## Biographie
Sa mère était institutrice. Marie-Thérèse a fait ses études à Aix-en-Provence. Elle a fréquenté l'Escolo de Lar (École félibréenne d'Aix) où elle a rencontré René Jouveau. Elle est entrée à l'école d'infirmières et d'assistantes sociales de Marseille pour obtenir un diplôme d'assistante sociale. Elle crée en 1943 le Service social des anciens des chantiers de jeunesse. Le 1er septembre 1944, elle s'engage dans la 1re armée française qui la conduit de Besançon à Strasbourg, puis en Allemagne. Elle se fait muter au 4e Régiment de Tirailleurs Tunisiens en occupation. C'est à Kaiserslautern (Palatinat) qu'en 1945 le Bey de Tunis la fait officier de Nichan Iftikhar.
Elle s'engage pour l'Indochine, mais un accident de voiture l'oblige à changer de projet. Elle est démobilisée en 1946. Le Conseil national de la Résistance lui attribue la croix de guerre avec étoile de bronze. Elle passe alors son diplôme d'infirmière ainsi qu'un certificat de puériculture. Elle devient assistante sociale à l'hôpital psychiatrique d'Aix et gardera ce poste jusqu'en 1981.
En 1950, elle épouse René Jouveau. Elle aidera son mari dans toute son activité de majoral.
En 1980, elle reçoit le prix Guizot pour Alphonse Daudet, Frédéric Mistral. La Provence et le Félibrige.

## Distinctions
- Officier du Nichan Iftikhar
- Croix de guerre 1939-1945

## Œuvres
- Marie-Thérèse Jouveau, L'affaire Jean Mistral : le fou aux 60 millions, Nîmes, impr. Bené, 1981, 198 p. (BNF 34665009).
- Marie-Thérèse Jouveau, Alphonse Daudet-Frédéric Mistral : une biographie, vol. 2, Nîmes, impr. Bené, 1984, 644 p. (BNF 34756984)
- Marie-Thérèse Jouveau, Alphonse Daudet-Frédéric Mistral : La Provence et le Félibrige, vol. 2, Nîmes, impr. Bené, 1980, 391 p. (BNF 34681463).
- Alphonse Daudet maître des tendresses (1990)
- L'Isle-sur-Sorgue d'hier à aujourd'hui (1970)
- Marie-Thérèse Jouveau (préf. Bruno Durand), La Provence amoureuse, Nîmes, impr. Bené, 1973, 193 p. (BNF 35172996).
- Il y a cinquante ans mourait l'Arlésienne (1972)
- Lis escri prouvençau de Mario Mauron